# مثمان

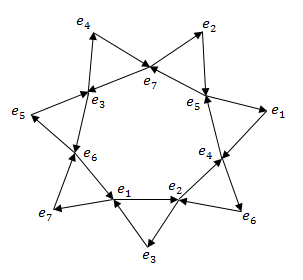

المثمان (بالإنجليزية: Octonion)‏ في الرياضيات هي امتداد كعملية غير تجميعية للمرباع. أبعادها الثمانية الحقيقية الجبرية في حقل الأعداد الحقيقية هو أوسع حقل بعدي من الممكن الحصول عليه باستخدام إنشاء كايلي-ديكسون. يرمز جبرياً إلى المثمان بالرمز O أو بالحرف العريض {\displaystyle \mathbb {O} }.
ربما بسبب أن المثمان لا تحقق الخاصة التجميعية لعملية الضرب، فإنها تجذب اهتماماً أقل من المرباع، ولكن وعلى الرغم من شهرتها الضئيلة هذه فإن المثمان لها تطبيقات عدة في مجالات نظرية الأوتار، النسبية الخاصة، المنطق الكمومي.

## التاريخ
اكتشف المثمانَ العالمُ جون ت. غرافس، صديق ويليام هاملتون مكتشف المرباع، عام 1843.

## التعريف
من الممكن اعتبار المثمان على أنها مجموعات ثمانية (مثل الألحان الثمانية المعد لثماني آلات موسيقية أو مغنينن) من الأعداد الحقيقية. كل مثمان هو اندماج خطي حقيقي لوحدات الزمرة الثمانية البسيطة {1, i, j, k, l, il, jl, kl}، وعليه فإن أي مثمان x يكون ممكن الكتابة على الشكل التالي:
{\displaystyle x=x_{0}+x_{1}\,i+x_{2}\,j+x_{3}\,k+x_{4}\,l+x_{5}\,il+x_{6}\,jl+x_{7}\,kl.}
ذات مكافئ حقيقي xa.
عملية جمع المثمان تتم بجمع المكافئات المتوافقة، تماماً مثل الأعداد العقدية ومَرََابيع. عملية الضرب في المثمان محددة بشكل كامل بجدول الضرب التالي:
| 1  | i   | j   | k   | l  | il  | jl  | kl  |
| -- | --- | --- | --- | -- | --- | --- | --- |
| i  | −1  | k   | −j  | il | −l  | −kl | jl  |
| j  | −k  | −1  | i   | jl | kl  | −l  | −il |
| k  | j   | −i  | −1  | kl | −jl | il  | −l  |
| l  | −il | −jl | −kl | −1 | i   | j   | k   |
| il | l   | −kl | jl  | −i | −1  | −k  | j   |
| jl | kl  | l   | −il | −j | k   | −1  | −i  |
| kl | −jl | il  | l   | −k | −j  | i   | −1  |

### إنشاء كايلي-ديكسون
هناك طريقة أكثر منطقية في تعريف المثمان باستخدام إنشاء كايلي-ديكسون. حيث كما أنه من الممكن تعريف المرباع على أنه زوج من الأعداد العقدية، يمكن تعريف المثمان على أنه زوج من المرباع. حيث يعطى جداء زوجين من المرباع (a, b) و(c, d) على النحو التالي:
{\displaystyle (a,b)(c,d)=(ac-d^{*}b,da+bc^{*})}
حيث {\displaystyle z^{*}} هو نظير المرباع z.

### النظير، الطويلة، المقلوب
يعطى نظير المثمان التالية
{\displaystyle x=x_{0}+x_{1}\,i+x_{2}\,j+x_{3}\,k+x_{4}\,l+x_{5}\,il+x_{6}\,jl+x_{7}\,kl}
بالعلاقة:
{\displaystyle x^{*}=x_{0}-x_{1}\,i-x_{2}\,j-x_{3}\,k-x_{4}\,l-x_{5}\,il-x_{6}\,jl-x_{7}\,kl.}
يعرف الجزء الحقيقي للمثمان x بالعلاقة:
½x + x*) = x0)
كما يعرف الجزء التخيلي بالعلاقة:
½(x - x*)
تعطى طويلة المثمان x بالعلاقة:
{\displaystyle \|x\|={\sqrt {x^{*}x}}}
يعطى الجذر التربيعي هنا بالعلاقة: {\displaystyle x^{*}x=xx^{*}} وهو دائماً عدد حقيقي غير سالب:
{\displaystyle \|x\|^{2}=x^{*}x=x_{0}^{2}+x_{1}^{2}+x_{2}^{2}+x_{3}^{2}+x_{4}^{2}+x_{5}^{2}+x_{6}^{2}+x_{7}^{2}}
وهذه الطويلة تتوافق مع الطويلة في الفضاء الإقليدي من البعد الثامن R8.
إن وجود طويلة للمثمان يتطلب وجود مقلوب لكل مثمانغير صفري. حيث يعطى مقلوب x ≠ 0 بالعلاقة:
{\displaystyle x^{-1}={\frac {x^{*}}{\|x\|^{2}}}}
وهي تحقق
{\displaystyle xx^{-1}=x^{-1}x=1}.